# Karel Opočenský
Karel Opočenský (* 7. Februar 1892 in Brüx; † 16. November 1975 in Prag) war ein tschechischer Schachmeister.

## Erfolge
Opočenský gewann vier Mal die Meisterschaft der Tschechoslowakei: 1927, 1928, 1938 und 1944. Er vertrat seine Heimat bei vier Schacholympiaden in den Jahren 1931, 1933, 1935 und 1939, wobei ihm das beste Ergebnis an der Olympiade 1933 gelang. Er gewann mit 11,5 Punkten aus 13 Partien (+10 =3 −0) die Einzelwertung am 4. Brett und erreichte gleichzeitig mit der Mannschaft den zweiten Platz. Opočenský nahm an zahlreichen internationalen Turnieren teil, wobei sein geteilter erster Platz in Prag 1938 und sein erster Platz in Arbon 1946 herausragen. 1941 besiegte er beim Europa-Turnier in München den amtierenden Weltmeister Alexander Aljechin. 1950 verlieh ihm die FIDE den Titel Internationaler Meister, 1951 wurde er Internationaler Schiedsrichter. Er leitete als Hauptschiedsrichter die Weltmeisterschaftskämpfe 1951 zwischen Michail Botwinnik und David Bronstein und 1954 zwischen Michail Botwinnik und Wassili Smyslow, außerdem das Kandidatenturnier 1953 und die Schacholympiade 1952.
Nach Berechnungen seiner historischen Elo-Zahl erreichte Opočenský seinen höchsten Wert von 2618 im Mai 1936. Im März desselben Jahres gehörte er demgemäß zu den 23 besten Spielern weltweit.
Opočenský veröffentlichte zahlreiche Artikel und Bücher in tschechischer Sprache.
Opočenský war mit Vlasta Svobodová (1895–1966) verheiratet.